# Marcin Sekściński
Marcin Piotr Sekściński (ur. 29 grudnia 1979 w Kolnie) – polski samorządowiec, urzędnik i pedagog, w latach 2020–2021 wicewojewoda podlaski.

## Życiorys
Ukończył studia na Wydziale Pedagogiki i Psychologii Uniwersytetu w Białymstoku oraz studia podyplomowe w zakresie administracji publicznej. Uzyskał też dyplom Master of Business Administration. Jest certyfikowanym trenerem umiejętności społecznych oraz strażakiem Ochotniczej Straży Pożarnej w Zabielu. Pracował jako nauczyciel-wychowawca, dochodząc do stopnia nauczyciela mianowanego. Był kierownikiem warsztatów terapii zajęciowej, naczelnikiem wydziału spraw społecznych i promocji w starostwie powiatu kolneńskiego oraz dyrektorem Centrum Kultury Gminy Kolno, które tworzył od podstaw. 18 lutego 2019 powołany na stanowisko wicedyrektora podlaskiego oddziału Agencji Restrukturyzacji i Modernizacji Rolnictwa, gdzie nadzorował Biuro Wsparcia Inwestycyjnego. Działacz Stowarzyszenia „Wspólnota Polska”.
W 2014 bez powodzenia kandydował do rady powiatu kolneńskiego z ramienia lokalnego komitetu. W 2015 związał się z partią Polska Razem, która w 2017 przekształciła się w Porozumienie. W wyborach uzupełniających w 2017 uzyskał mandat w radzie miejskiej Kolna, startując z własnego komitetu. w tym samym roku został powołany do zespołu doradczego ds. nauki i szkolnictwa wyższego przy wicepremierze Jarosławie Gowinie. W 2018 bez powodzenia startował w wyborach do sejmiku podlaskiego z listy PiS, otrzymując 4264 głosy i zajmując drugie niemandatowe miejsce, później był kandydatem do zarządu województwa (ostatecznie nie został zgłoszony). 3 stycznia 2020 został powołany na stanowisko drugiego wicewojewody podlaskiego, odpowiedzialnego m.in. za sprawy nieruchomości, budownictwa i geodezji. 25 sierpnia 2021, w wyniku odejścia Porozumienia z koalicji rządowej, zrezygnował z tej funkcji.
W maju 2022 został dyrektorem biura prezesa Polskiej Agencji Rozwoju Przedsiębiorczości. W 2024 już jako bezpartyjny ubiegał się o fotel wójta gminy wiejskiej Kolno z ramienia lokalnego komitetu, zajmując drugie miejsce.